# Качола (Ређо Емилија)
Качола је насеље у Италији у округу Ређо Емилија, региону Емилија-Ромања.
Према процени из 2011. у насељу је живело 360 становника. Насеље се налази на надморској висини од 67 м.